# المعزوب (المفلحي)

تعديل مصدري - تعديل

المعزوب هي إحدى قرى عزلة المفلحي بمديرية المفلحي التابعة لمحافظة لحج، بلغ تعداد سكانها 59 نسمة حسب تعداد اليمن لعام 2004.